# Boeing 747
Boeing 747 «Jumbo Jet» — перший у світі широкофюзеляжний далекомагістральний пасажирський літак, який випускається американською компанією Boeing і часто називається «Джамбо Джет» (англ. Jumbo Jet), або просто «747». Перший його політ відбувся 9 лютого 1969 року. На час свого створення Boeing 747 був найбільшим, найважчим і наймісткішим пасажирським літаком, залишаючись таким протягом 35 років, до появи Airbus A380, перший політ якого стався 27 квітня 2005 року.
Чотиридвигуновий Boeing 747 «Jumbo Jet» має двопалубну конфігурацію, при цьому верхня палуба значно поступається за довжиною нижній. Boeing 747 «Jumbo Jet» представлений пасажирським, вантажним та іншими варіантами. Верхня палуба сконструйована таким чином, щоби збільшити кількість пасажирських місць та за потреби переобладнати на вантажний, прибравши сидіння та встановивши передні вантажні двері. Boeing сподівався, що 747-й стане надзвуковим літаком, але досягнути цих показників, вдалося вже у лютому 2020 року, здійснюючи маршрут з Лос-Анджелеса в Лондон. Boeing 747 «Jumbo Jet» авіакомпанії British Airways розігнався до 1350 км/год. Попередній рекорд швидкості пасажирського літака був зроблений Boeing 787 Dreamliner авіакомпанії Virgin Galactic, долаючи той же самий маршрут за 9 годин і 13 хвилин — на 48 хвилин раніше, ніж планувалося, подолавши швидкість у 1290 км/год. Boeing сподівався, що Boeing 747 будуть потрібні на ринку. Літак є одним із найвпізнаваніших літаків у світі, героєм десятків кінофільмів і символом цивільної авіації.
Існує декілька різних варіантів Boeing 747, більшість з яких можуть здійснювати перельоти великої дальності. Рекордсменом серед 747, є Боїнг австралійської авіакомпанії Qantas Airways, що здійснив у 1989 році безпосадковий переліт із Лондона в Сідней, подолавши 18000 км за 20 годин 50 хвилин, не маючи на борту ні пасажирів, ні вантажу.

## Історія

### Передумови

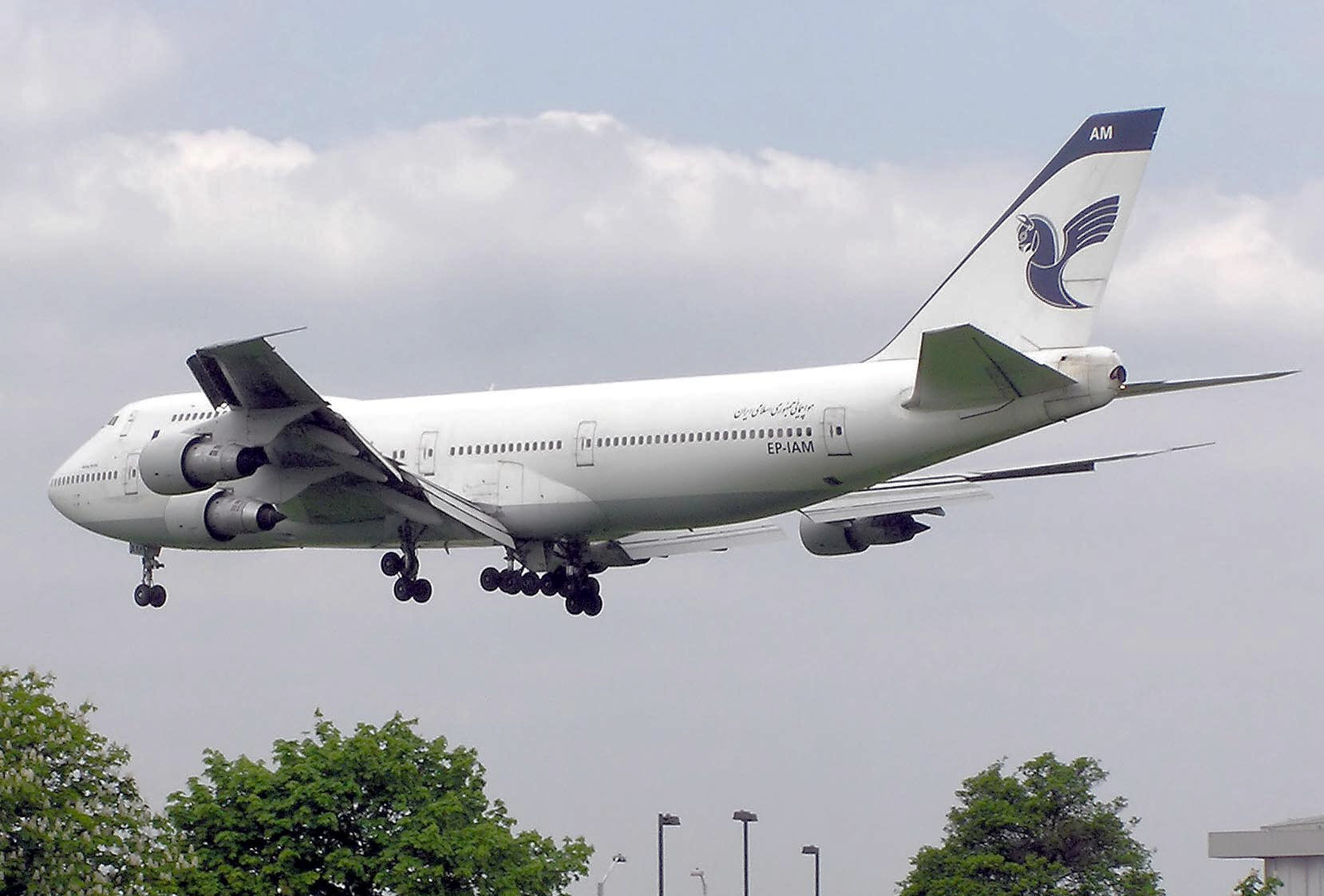
Boeing 747—100 Iran air

У 1963 ВПС США розпочали серію наукових досліджень на дуже великий стратегічний транспортний літак. Попри те, що на озброєнні військових був вже Lockheed C-141 Starlifter, їм потрібен був ще більший літак, особливо для перевезення вантажів, що не вміщувалися у жоден наявний літак. У березні 1964 року CX-Heavy Logistics System встановила такі вимоги для нового літака — завантаження 81,600 кг, швидкість Мах — 0,75 (805 км/год). Максимальна відстань перельоту мала скласти 9200 км. Розміри літака з усіма дверима мали бути 5 метрів завширшки, 4 метри у висоту та 30 метрів завдовжки.
На той час вважалося, що ці літаки будуть витіснені надзвуковими гігантами. Тому B-747 розроблявся як вантажно-пасажирський літак, пізніше планувалося повністю переробити їх на вантажні. Кабіну екіпажу спеціально розмістили на верхній палубі, щоби перетворити ніс літака на вантажну апарель. Корпорація планувала випустити на ринок 400 літаків B-747, але 1993 року, було випущено вже тисячний екземпляр. Лише у 2000-ні роки, продаж цих літаків почав знижуватися.
Будівництво цих літаків було пов'язане зі складнощами. Наявні заводи Боїнга не мали потужностей для будівництва таких літаків, тож домівкою для нового сімейства літаків, став новий завод у містечку Еверетт у штаті Вашингтон.
Компанія Pratt&Whitney розробила величезний газотурбінний двигун з високим ступенем двоконтурності — JT9D, що спочатку використовувався винятково на B-747. Задля підвищення безпеки, було встановлено 4 резервні гідравлічні системи та щілинні закрилки, що дозволило використовувати літак на смугах стандартної довжини.
Для отримання сертифікату льотної придатності на випробуваннях літака корпорація розробила незвичний пристрій, що отримав назву «Фургон Уоддела» на честь пілота-випробовувача Джека Уоддела. Він складався з кабіни літака, встановленої на вантажному автомобілі. Тренажер був призначений для навчання пілотів рулінню з високого положення кабіни.
Boeing пообіцяв надати перший літак Pan American у 1970, тобто пройти всі формальності, треба було за 4 роки. Робота тривала досить швидко, однак будівництво заводу та першої партії літаків поставили компанію на межу банкрутства. Проте, величезний прибуток від продажу 747-го покрив усі витрати корпорації.

### Експлуатація

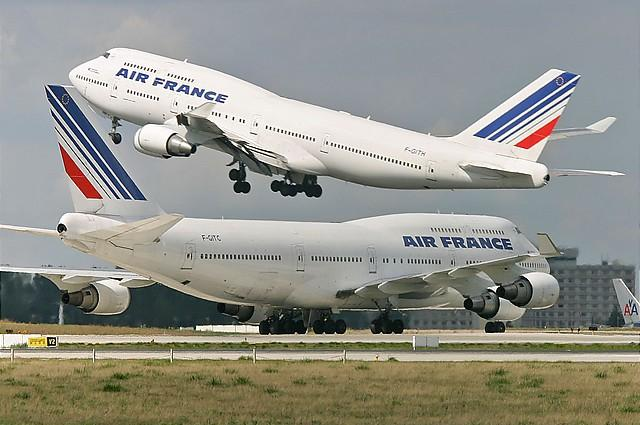
Два Боїнги 747—400 авіакомпанії Air France

Спочатку великі компанії ставились до нового літака скептично. Великі компанії, такі як Макдонелл-Дуглас, пізніше поглинута Боїнгом та Локхід розробили тримоторні літаки менших розмірів. Більшість експертів вважали, що «747» не виправдає себе на далекомагістральних маршрутах та буде не так економічний, як тримоторні McDonnell Douglas DC-10 і Lockheed L-1011 TriStar. Крім того, висловлювалися побоювання, що Б.-747 може не відповідати інфраструктурі аеропортів. Зараз з подібними проблемами зіштовхується Airbus A380.
Занепокоєння перевізників викликала велика витрата палива 747-м. Деякі авіакомпанії одразу оголосили, що не будуть купувати Б.-747, щоб не збільшувати ціни на квитки.
Паливна криза 1970-х років викликала збільшення цін на нафту та скорочення авіаперевезень. Авіакомпанії зіштовхнулися з нерентабельністю Б.-747 — через високу вартість квитка літаки літали напівпорожні. Деякі авіакомпанії для приваблення пасажирів встановлювала замість сидінь піаніно та барні стійки, однак ці заходи не допомогли. За деякий час ринок заполонили інші широкофюзеляжні літаки — McDonnell Douglas DC-10, Lockheed L-1011 TriStar, а пізніше Airbus A300 та Boeing 767. Багато перевізників відмовились від 747-го на користь нових літаків. Серед них — Air Canada, Aer Lingus, SAS, TAP Portugal и Olympic Airways.
Багато авіакомпаній продовжують експлуатацію цих літаків на особливо завантажених маршрутах. У Азії Боїнг-747 використовується на середніх та ближніх маршрутах, особливо у Японії. 747 здебільшого все ж використовують на далекомагістральних трансконтинентальних лініях. Найбільший флот цих літаків у національного перевізника Японії Japan Airlines — 73 літаки. В Україні Боїнг-747 не експлуатується.

### Майбутнє
Після створення модифікації 747—400 розглядалося багато варіантів удосконалення літака, але прийнята була лише версія 747-8 2005 року.
Програма 747-Х була запущена у відповідь на європейську програму Airbus A3XX. Цей проєкт передбачав створення літаків Боїнг 747—500Х та 747—600Х, що вміщають до 800 пасажирів. Корпорація General Electric та Пратт&Уітні навіть створили спільне підприємство для виробництва авіадвигунів GP7200, призначених для збільшеного Б.-747. Однак великі авіакомпанії вирішили, що краще створити принципово новий літак, ніж модифікувати старий. За декілька місяців проєкт було закрито.
Після запуску програми А380 Airbus Боїнг знову взявся за розробку проєкту 747-Х, однак пізніше відмовився на користь «Sonic Cruiser» — проєкт субзвукового пасажирського літака. Потім проєкт законсервували на користь Boeing 787. Втім, деякі ідеї напрацьовані в ході програми 747-Х, втілилися у літаку 747-400ER.
На початку 2004 року корпорація оголосила про створення подовженої версії 747—400 — 747 «Advanced». Його передбачалося оснастити новою авіонікою, подібною до авіоніки Боїнга-787. 14 листопада 2005 «Боїнг» оголосив про початок проекту, і літак отримав назву Боїнг 747-8. Авіакомпанії замовили 33 пасажирських та 76 вантажних літаки. Серед пасажирських найбільше замовили Lufthansa (20 машин), Korean Air (5 машин) і американська Boeing Business Jet (8 машин). Більше викликали інтерес вантажні 747-8. Їх замовили 8 перевізників, серед яких Dubai Aerospace Enterprise (15 літаків), Nippon Cargo Airlines (14 літаків), Cargolux (13 літаків), а також російська Волга-Днепр (5 літаків).
Останній пасажирський літак Boeing 747—400 був наданий тайваньській компанії China Airlines у квітні 2005 року. Надалі з ангарів заводу виходили лише вантажні «Джамбо Джети». Продаж літаків Боїнг 747 скорочується. Останньою надією відродити славу 747-го може стати новий літак 747-8, перші примірники якого надійшли до авіакомпаній наприкінці 2011 року.
В липні 2020 агенція Bloomberg повідомила, що компанія Boeing припинить виробництво літаків Boeing 747 у 2022 році. Причиною цього є скорочення польотів через епідемію Covid-19, значне зменшення останніми роками замовлень на цю модель і збитки, пов'язані з виробництвом. Крім того, чотиримоторний Boeing 747 програє в економічності та експлуатаційних видатках сучасним двомоторним лайнерам.
У вересні 2022 року Ізраїль оголосив про те, що з березня 2023 року в країні буде заборонено польоти літаків цієї моделі.

## Модифікації

### 747—100
Boeing-747-100 був першим літаком серії, та отримав прізвисько Jumbo. Усього було збудовано 250 літаків цієї модифікації, з них 167 літаків були базовим варіантом, 45 — SP, 29 — SR і 9 — 100В. Останній літак, був модифікації 100SR і був відправлений 1986 року Japan Airlines.
Основна модифікація літака мала назву 747—100. Перший літак було збудовано 2 вересня 1968 року. Перший політ було виконано 9 лютого 1969, а 1 січня 1970 року компанія Pan American виконала новим літаком перший комерційний рейс. У Європі першою авіакомпанією, що зацікавилася новим літаком, стала Lufthansa, яка отримала три літаки цієї моделі. Базовий варіант літака мав дальність польоту 7200 км. На перших літаках на верхній палубі розташовувалось приміщення для відпочинку з трьома ілюмінаторами. Згодом верхня палуба повністю була переобладнана на пасажирський салон, розрахований для 60 осіб. Останній екземпляр базового варіанту літака був наданий Pan American 2 липня 1976 року. Деякі Б. 747—100 були переобладнані у вантажні 747-100SF.
Boeing 747SR (SR з англ. — маленька відстань) — літак, призначений для недалеких перельотів. У цього літака менші витрати палива, зате пасажиромісткість досягла 500, а згодом — 550 пасажирів. Крім того, у 747SR покращена конструкція фюзеляжу. Пізніше, модифікація SR з'явилася і у Б. 747—300. Нині ці літаки використовуються переважно на внутрішніх японських лініях. Один з літаків, що літав у Японії, є носієм спейс-шатла NASA.

### 747SP
Модифікація 747SP (Special Performance) була розроблена у 1976 році. Цей літак мав створити конкуренцію DC-10 і Л-1011. Річ у тім, що через свої розміри Боїнг був нерентабельний на маршрутах з середнім завантаженням і програвав на них Дугласам і Локхідам. Розробка Боїнга 737 і 747 зайняла у компанії багато коштів, тож у Боїнга не було можливості створити принципово новий літак. Замість цього у Б. 747 був укорочений фюзеляж і була проведена деяка оптимізація параметрів літака спеціально для таких маршрутів.
Максимальна дальність польоту склала 12350 км на крейсерській швидкості 1000 км/год. Окрім того, у літака збільшена площа поверхні закрилок і кіля. 747SP брав на борт до 470 пасажирів.
До появи Airbus A340 747SP мав найбільшу дальність польоту серед пасажирських літаків серед трансокеанських операторів American Airlines, Qantas, Pan American. Та попри свої технічні переваги, 747SP не став таким популярним, як сподівався виробник. Загалом було збудовано лише 45 літаків цієї модифікації замість запланованих 200. Більшість з них експлуатуються на Близькому Сході. Один літак був збудований під астрономічну обсерваторію SOFIA. На ньому розташований телескоп діаметром 2,5 м.
Boeing 747-100B відрізнявся вдосконаленою системою керування і шасі. Першим замовником літаків цього типу стала Iran Air, яка отримала перший літак у 1979 році. Останні 8 літаків цієї модифікації були продані Saudi Arabian Airlines.

### 747—200

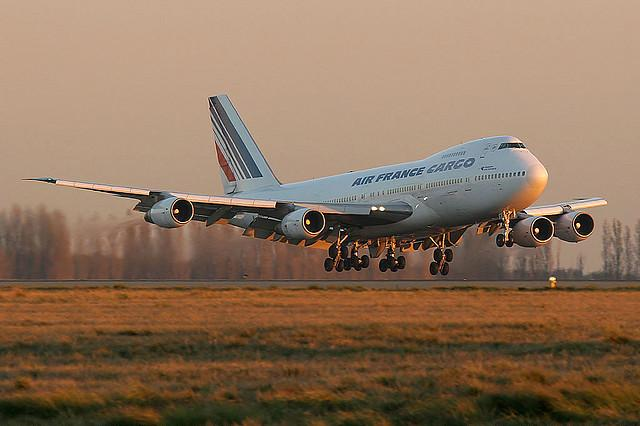
Boeing 747—200

Представлений у 1971 році і пізніше вдосконалений 747—200 мав потужніші двигуни і збільшену злітну масу, що дозволило збільшити відстань польотів. Перші 747—200 мали 3 ілюмінатори на верхній палубі, однак згодом Боїнг відмовився від такої схеми, замінивши її десятиілюмінаторною палубою. У останньої модифікації, 747—200В, що випускається з 80-х років, дальність польоту була доведена до 10800 км. На основі літака були розроблені версії літаків для ВПС США — 3 ПКП Е-4А, 1 Е-4В і 2 літака VC25A для обслуговування президентів США.
Boeing 747-200C і 747-200F були розроблені для перевезення вантажів. Перший розрахований на перевезення або вантажів або пасажирів. версія 747-200F — виключно вантажний літак. Модифікація «Комбі» може перевозити вантажі і пасажирів одночасно. Як і попередники 747—100, більшість літаків цього типу були переобладнані у вантажні.
Boeing 747-200B — версія літака з потужнішими двигунами та більшим запасом палива.

### 747—300
Boeing 747—300 задумувався як тримоторна версія Боїнга 747SP, однак від такого плану швидко відмовились через малий попит на таку модель. Тож позначення 747—300 було присвоєно літаку, що був випущений у 1980 році. На цьому літаку була значно збільшена верхня палуба, що збільшило пасажиромісткість. На його основі розроблені моделі 747—300М (вантажно-пасажирський) і 747—300SR (близькомагістральний). Особливістю, що вирізняла літак, стали прямі сходи, що з'єднували палуби. Максимальна відстань польотів збільшилась до 12,4 тис. км.
Серед авіакомпаній, що експлуатують ці літаки — Japan Airlines, Air India, Saudi Arabian Airlines, Pakistan International Airlines, Qantas, Трансаеро і Thai Airways.

### 747—400

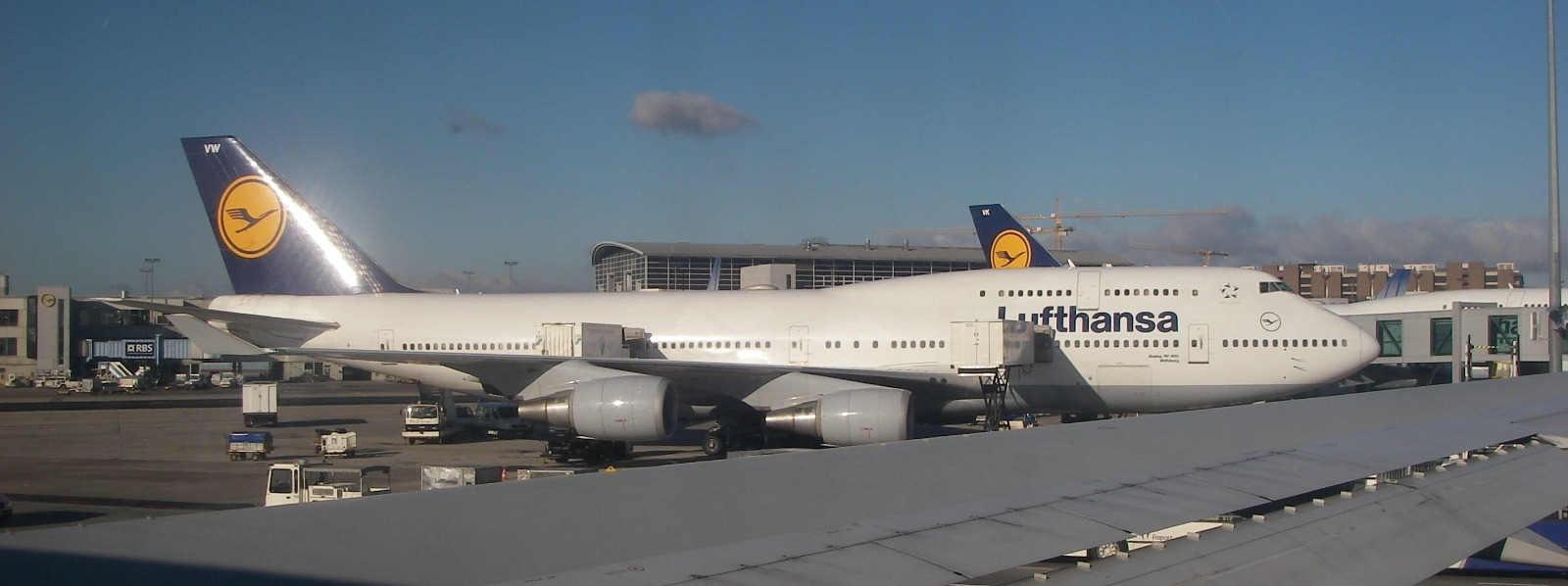
Boeing 747—400 авіакомпанії Lufthansa

Ця модель літака є новою і популярною. У цього літака додано закінцівки крил, проте їх немає у літаків, що літають Японією. Кабіна пілота була оснащена новою авіонікою, що дозволило прибрати бортінженера. Також корпорація вдосконалила двигуни, встановлені паливні баки у хвостовій частині. Експлуатується літак з 1989 року.
Boeing 747—400 на 25 % ощадніше і у два рази тихіше за 747—100. Розроблені варіанти 747—400М, 747-400F, 747-400SF. Спеціально розроблений для внутрішніх ліній Японії 747-400D до 2005 року утримував рекорд пасажиромісткості, вміщуючи на борту 594 пасажири. З 2005 року рекорд перейшов до Airbus A380, що здатний вмістити аж 853 пасажири. Існує й версія з подовженою відстанню польоту 747-400ER.

### 747-8

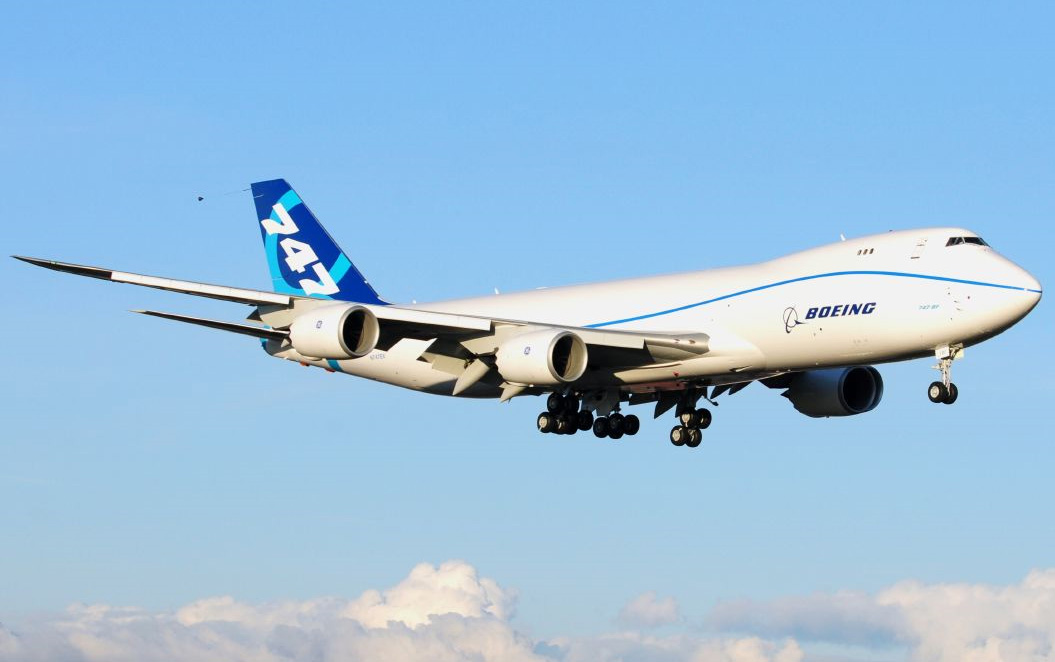
8 лютого 2010 року. Перший політ Boeing-747-8R7F

Подовжена на 5,5 м транспортна версія 747—400, максимальна маса 442 тонни, на 16 % більше оригіналу (але на 16 % менше ніж у А380-800). Перший випробувальний політ літака відбувся 8 лютого 2010 року з аеродрому Пейн-Філд (Еверетт, штат Вашингтон), з річним відставанням від графіка. Перші вантажні літаки були поставлені клієнтам у жовтні 2011 р., а пасажирські — у квітні 2012 р.
Салон пасажирського літака Boeing 747-8 Intercontinental, представлений у лютому 2011 року, здатний вмістити 467 пасажирів. Повідомляється, що ця модель ощадніше попередніх.

### Спеціальний вантажний варіант

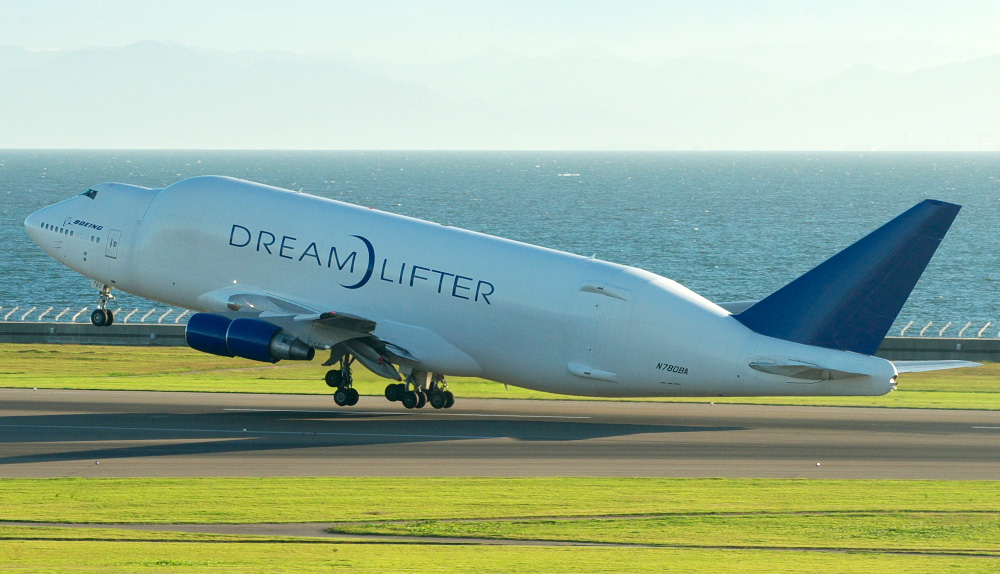
Boeing 747LCF з написом «Dreamlifter» на фюзеляжі

У жовтні 2003 року Boeing оголосив, що через значний час морських перевезень деталі для нового Boeing 787 будуть доставлятися повітрям. Для цього планувалося перетворити 747—400 у вантажний літак з відкритим фюзеляжем на зразок Airbus Beluga для перевезення крил та фюзеляжу. Модернізацію планується провести на Тайвані.
Завдяки 747LCF (Large Cargo Freighter) транспортувати крила для Боїнга 787, що виробляються в Японії, можна буде за один день.

### Урядовий, військовий та інші варіанти
- C-19 — ВПС США присвоїли це позначення літакам 747-100, які використовуються деякими американськими авіакомпаніями та модифіковані для використання в цивільному резервному парку повітряних перевезень.[15]
- VC-25 — VIP-версія літака 747-200B ВПС США для дуже важливих персон. ВПС США експлуатують два з них у VIP конфігурації, як VC-25A. Хвостові номери 28000 та 29000 відомі, як Air Force One, що є технічним позивним для будь-якого літака ВПС США, який перевозить Президента США.[16] Частково укомплектовані літаки з Еверетта, штат Вашингтон, були перевезені до Вічіти, штат Канзас, для остаточного оснащення компанією Boeing Military Airplane Company. Закуповуються два нових літаки на базі 747-8, які будуть позначені як VC-25B.[17]
- E-4B Nightwatch — повітряний командний пункт, призначений для використання в умовах ядерної війни. Три E-4A, на базі 747-200B, з четвертим літаком, з більш потужними двигунами і модернізованими системами, поставленими в 1979 році як E-4B, з трьома E-4A, модернізованими до цього стандарту. Раніше відомий як Національний надзвичайний повітряно-десантний командний пункт (в розмовній мові - "Наколінник" анг. "Kneecap"), цей тип тепер називається Національний повітряно-десантний оперативний центр (NAOC).[18]
- YAL-1 — експериментальний лазер повітряного базування, запланований компонент Національної протиракетної оборони США.[19]

## Силові установки
- Boeing 747—100

- 4 Пратт & Уітні JT9D-7A

- Boeing 747—200/300

- 4 Пратт & Уітні JT9D-7R4G2
- 4 Rolls-Royce RB211-524D4
- 4 General Electric CF6-50E2

- Boeing 747—400

- 4 Пратт & Уітні PW4062
- 4 Rolls-Royce RB211-524H
- 4 General Electric CF6-80C2B5F

- Boeing 747-8

- 4 General Electric GEnx

## Технічні характеристики

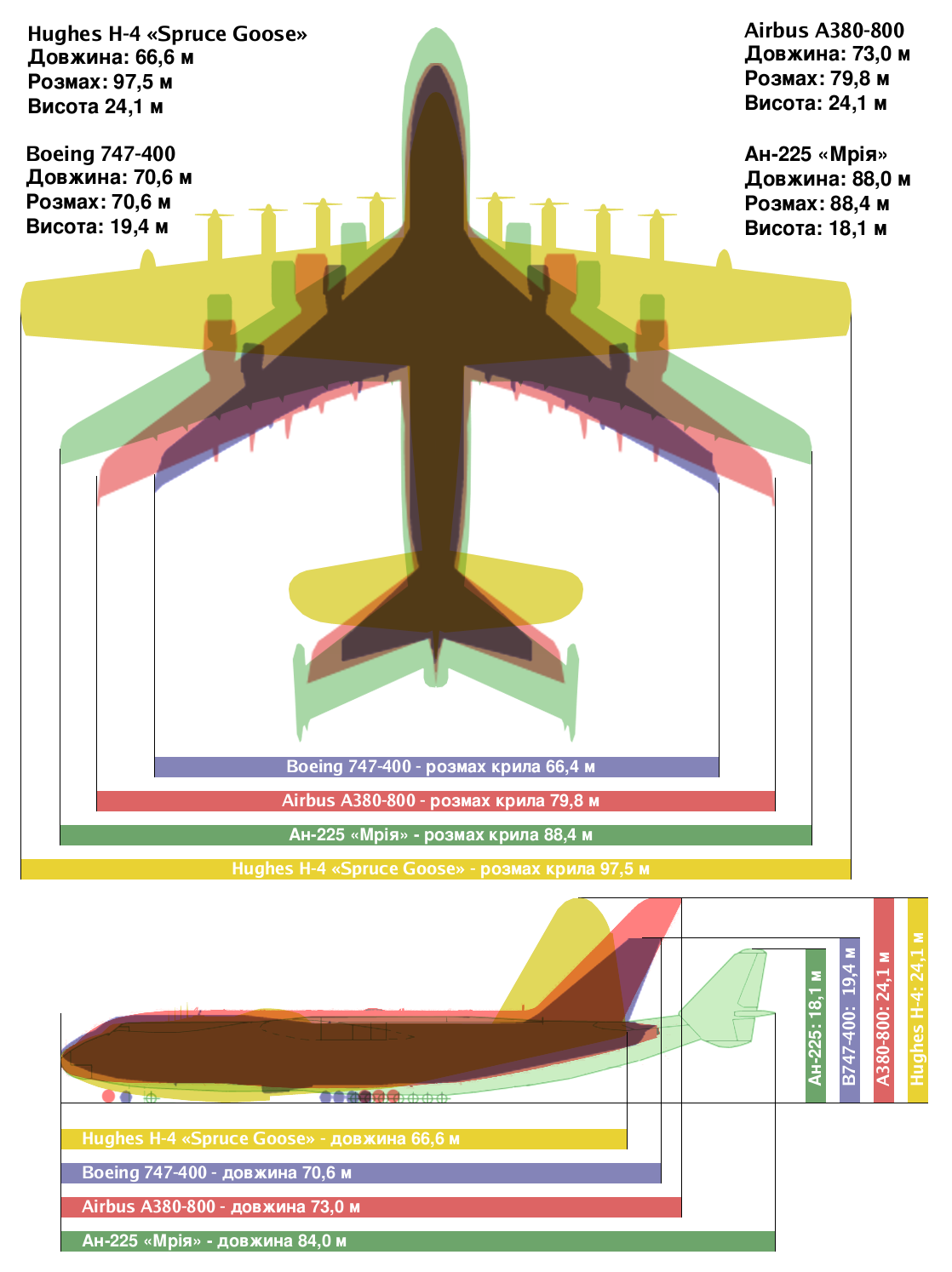

| Характеристика                              | 747-100 (початкова версія)                  | 747-400ER                                  | 747-8                                       |
| ------------------------------------------- | ------------------------------------------- | ------------------------------------------ | ------------------------------------------- |
| Довжина                                     | 70,7 м                                      | 70,7 м                                     | 76,4 м                                      |
| Розмах крила                                | 59,6 м                                      | 64,4 м                                     | 68,5 м                                      |
| Висота                                      | 19,3 м                                      | 19,4 м                                     | 19,4 м                                      |
| Площа крила                                 | 511 м²                                      | 541 м²                                     | ?                                           |
| Вага порожнього літака                      | 162,4 т                                     | 180,8 т                                    | 276,7 т                                     |
| Максимальна злітна вага                     | 340,2 т                                     | 412,8 т                                    | 435,4 т                                     |
| Крейсерська швидкість                       | 0,84 М                                      | 0,855 М                                    | 0,855 М                                     |
| Максимальна швидкість                       | 0,89 М                                      | 1150 км/год                                | 1150 км/год                                 |
| Відстань з максимальним навантаженням       | 9800 км                                     | 14 205 км                                  | 14 815 км                                   |
| Запас палива                                | 183 380 л                                   | 241 140 л                                  | 227 600 л                                   |
| Витрата палива з максимальним навантаженням | 20,3 л/км                                   | 17,0 л/км                                  | 15,4 л/км                                   |
| Об'єм вантажу                               | 170,6 м³ (5 піддонів + 14 контейнерів LD1s) | 158,6 м³ (4 піддона + 14 контейнерів LD1s) | 275,6 м³ (8 піддонів + 16 контейнерів LD1s) |
| Кількість пасажирів                         | 452 (2 класи) 366 (3 класи)                 | 524 (2 класи) 416 (3 класи)                | 467 (3 класи)                               |
| Силова установка                            | 4 × Пратт & Уітні JT9D                      | 4 × General Electric CF6-80                | 4 × General Electric GEnx-2B67              |
| Тяга двигунів (4х)                          | 222,4 kN                                    | 281,1 kN                                   | 296,0 kN                                    |
| Екіпаж                                      | 3                                           | 2                                          | 2                                           |

## Галерея

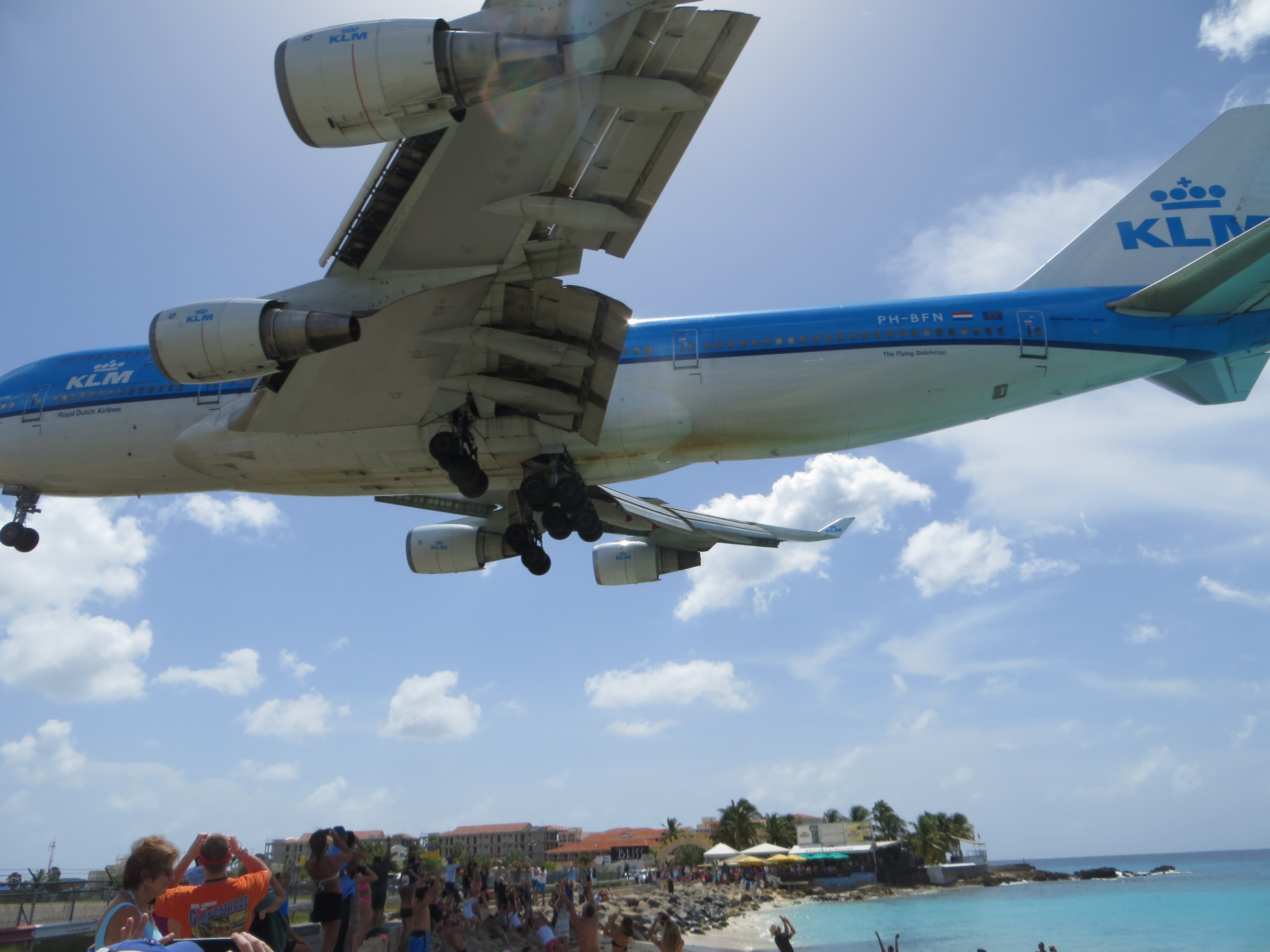
Boeing 747 заходить на посадку в аеропорту імені Принцеси Юліани, одному з найнебезпечніших у світі

## Цікаві факти
- Boeing 747-400 складається з 6 млн деталей, що виробляються у 33 країнах. Половина з них — кріплення.
- Один двигун Боїнга 747 має тягу, кратну 4 двигунам Боїнга 707.
- Boeing 747 може злетіти і долетіти до аеропорту призначення на трьох двигунах.
- Під час операції «Соломон» 24 травня 1991 року Boeing 747 авіакомпанії El Al перевіз за один раз 1100 пасажирів.